# Nobel Moura
Antônio Nobel Ayres Moura, ou apenas Nobel Moura (Dianópolis, 13 de junho de 1949), é um médico e político brasileiro, outrora deputado federal por Rondônia.

## Dados biográficos
Filho de Zeferino de Sena Moura e Anelides Ayres Conceição. Médico formado pela Universidade de Brasília em 1975 com especialização em Ginecologia e Anestesia, migrando nesse ano para Rondônia, onde abriu três clínicas, uma fundação de combate ao câncer e um motel. Irmão do político Confucio Moura, atualmente senador por Rondônia.
Candidato a primeiro suplente de senador pelo PFL na chapa de Galvão Modesto em 1986, não obteve êxito. Secretário municipal de Saúde de Ariquemes após a vitória de Ernandes Amorim nas eleições municipais de 1988, deixou o cargo a tempo de eleger-se deputado federal pelo PTB em 1990. Na sessão de 28 de maio de 1991, estava próximo da deputada Raquel Cândido quando ela o acusou de lenocínio, sendo esmurrada no rosto por Nobel Moura. Nenhuma das condutas ensejou um processo de cassação, embora ferissem o decoro parlamentar. Filiado ao PTR em 1992, nesse ano votou pelo impeachment do presidente Fernando Collor.
Membro original da bancada do PP em 1993, trocou esse partido pelo PSD, movimento que ensejou uma investigação por "compra e venda" de filiação partidária. Teve o mandato cassado em 15 de dezembro, ao lado de Onaireves Moura (com quem não possui nenhum parentesco) e Itsuo Takayama, o primeiro representando o Paraná e o outro suplente em exercício por Mato Grosso.
Em maio de 1997, a justiça cível de Brasília condenou Nobel Moura a indenizar o ex-governador do Paraná, Alvaro Dias, que havia feito denúncia de suborno no caso das filiações ao PSD. Quatro anos depois, o Tribunal do Júri em Porto Velho o condenou sob a acusação de ter sido o mandante do assassinato do radialista Marinaldo de Souza em março de 1995..
Filiou-se ao PHS em agosto de 2009 e tentou concorrer a deputado estadual pelo partido nas eleições do ano seguinte, mas retirou sua candidatura.